# Suíça nos Jogos Olímpicos de Inverno de 1992
A Suíça competiu nos Jogos Olímpicos de Inverno de 1992, realizados em Albertville, França.